# Aulacomitrium daviesii
Aulacomitrium daviesii là một loài rêu trong họ Ptychomitriaceae. Loài này được (Dicks. ex With.) I. Hagen mô tả khoa học đầu tiên năm 1908.